# Lista över avsnitt av Matador
Följande artikel är en lista över avsnitt av den danska tv-serien Matador. Serien sändes ursprungligen mellan 1978 och 1982 i Danmarks Radio. Den skapades av Lise Nørgaard och Erik Balling. 

## Avsnitt

### Säsong 1 (1978)
| Nr | Nr i säsongen | Titel        | Period | Manuskript          | Originalvisning  | Synopsis |
| -- | ------------- | ------------ | ------ | ------------------- | ---------------- | --- |
| 1  | 1             | Den rejsende | 1929   | Lise Nørgaard       | 11 november 1978 | Den handelsresande änklingen Mads Andersen-Skjern (Jørgen Buckhøj) anländer med sin lilla son Daniel (Kristian Steen Rem) till landsortsstaden Korsbæk på Själland. Mads upptäcker snart att han endast möts av nedlåtande och förutfattade meningar från stadens överklass, men finner istället allierade i grishandlare Oluf Larsen (Buster Larsen) och hans hustru Kathrine (Lily Broberg). Då Mads får beskedet av bankdirektör Hans Christian Varnæs (Holger Juul Hansen) i Korsbæk Bank, att han inte får låna startkapital till en verksamhet i staden, lånar Mads istället pengar från sin jylländska familj. För dessa köper han en butikslokal, centralt på Algade i Korsbæk, mittemot förnäma "Damernes Magasin". |
| 2  | 2             | Genboen      | 1929   | Jens Louis Petersen | 18 november 1978 | Stadens societet uppskattar inte alls sin nya granne och beskådar med förakt hur Andersen-Skjern öppnar sin butik "Tøjhuset" i direkt konkurrens med Albert Arnesens (Preben Mahrt) anrika Damernes Magasin. Oluf Larsens dotter, Ingeborg (Ghita Nørby), börjar arbeta i Mads butik, till hans stora glädje. Arnesen kämpar med att förstå sin nya rival, samtidigt som han kämpar med att hantera sin mycket unga och livliga fru, Vicki (Sonja Oppenhagen), dotter till överste Hachel (Bjørn Watt Boolsen). |
| 3  | 3             | Skiftedag    | 1930   | Karen Smith         | 25 november 1978 | Arnesens butik förlorar alltmer pengar, så när herr Schwann som arbetar i butiken ärver en stor summa pengar, övertalar Albert honom om att bli hans partner. Herr Schwann (Arthur Jensen) lägger utan betänkligheter hela sitt arv i Damernes Magasins tynande kassa. Butikens lärling, Arnold Vinter (Esper Hagen) slutar istället och förenar sig med fienden "där borta", med fördubblad lön och dito respekt. |
| 4  | 4             | Skyggetanten | 1931   | Lise Nørgaard       | 2 december 1978  | Medan fler och fler fasader rämnar i Korsbæk går det bara framåt för Mads. Han kallar in förstärkningar från Jylland, i form av sin yngre bror Kristen (Jesper Langberg). Han lägger snart märke till Maude Varnæs (Malene Schwartz) ogifta syster, Elisabeth Friis (Helle Virkner) som bor med systerns familj och sköter om deras hem. |
| 5  | 5             | Den enes død | 1932   | Paul Hammerich      | 9 december 1978  | Albert Arnesen får inget nytt lån av Korsbæk Bank och hans hustru Vicki finner honom strax efter det död i deras bostad. Mads och Ingeborg, som nu har gift sig, väntar barn. |
| 6  | 6             | Opmarch      | 1932   | Lise Nørgaard       | 16 december 1978 | Till stadens societets stora förskräckelse, säljer den unga änkan Vicki, makens butik till Mads Andersen-Skjern och lämnar därefter stan. Hans Christians bror Jørgen Varnæs (Bent Mejding) orsakar en äktenskapsskandal, skiljer sig och avskedas som det konservativa partiets kandidat. Familjen Varnæs är förfärade. Elisabeth häller ytterligare salt i såren genom att lämna systerns och svågerns hushåll och flytta till en egen våning. Damernes Magasin ersätts inte som det förutsatts i stan av en ny modebutik, utan av en ny bank, Omegnsbanken. Med Mads och Kristian Skjern i ledningen. Mads och Ingeborg får sonen Erik och lägger samtidigt bort mellannamnet Andersen, på så vis markerar de att Skjerns är den nya dynastin i staden. Familjen Varnæs unga husa Agnes (Kirsten Olesen), som under ett par år har sällskapat med servitören på järnvägsrestaurangen, Boldt (Per Pallesen) – byter hastigt fästman efter ett litet drama utspelat sig. |

### Säsong 2 (1979)
| Nr | Nr i säsongen | Titel            | Period    | Manuskript                  | Originalvisning  | Synopsis |
| -- | ------------- | ---------------- | --------- | --------------------------- | ---------------- | --- |
| 7  | 1             | Fødselsdagen     | 1933      | Lise Nørgaard               | 17 november 1979 | Fru Fernando Møhge (Karen Berg) fyller 100 år och det ska givetvis firas, av hela staden! Hennes dotter Misse Møhge (Karin Nellemose) som kuvad skjutsar runt sin mor i rullstol (trots att modern kan gå) vill se till att hennes kära lilla mor hedras ordentligt med pompa och ståt. Så när överste Hachel börjar ifrågasätta moderns ålder blir både mor och dotter mycket skakade och förnärmade. |
| 8  | 2             | Komme fremmede   | 1934      | Karen Smith & Lise Nørgaard | 24 november 1979 | Konstnären Ernst Nyborg (Morten Grunwald) anländer till Korsbæk, han ska ställa ut sina tavlor och passar även på att återknyta med en tidigare elev. I sällskap har han Jørgen Varnæs älskarinna Gitte Graa (Susse Wold) och de båda livar upp den lilla sömniga staden och flera av dess invånare. |
| 9  | 3             | Hen til kommoden | 1935      | Paul Hammerich              | 1 december 1979  | Den politiskt intresserade järnvägsarbetaren Lauritz "Røde" Jensen (Kurt Ravn) och Agnes ska gifta sig och flyttlasset ska gå till en egen boning. Men Lauritz har som vanligt annat i huvudet än det han har framför sig och Agnes kommod som ska med från familjen Varnæs håller på att inte komma iväg alls, blir det kanske inget bröllop? |
| 10 | 4             | I disse tider    | 1935      | Lise Nørgaard               | 8 december 1979  | Mads byggprojekt är på god väg, men fru Møhge, understödd av advokat Skjold Hansen (Axel Strøbye) fortsätter att motarbeta honom. Skjold Hansens dotter Iben (Ulla Henningsen) anländer till Korsbæk, efter att ha slagit upp sin förlovning i Tyskland, hon får snart upp ögonen för Kristen Skjern. Elisabeth Friis rör upp mycket arga känslor, när hon öppet stöttar en läkare som utför aborter, hon kommer på kant med hela den sociala krets som hennes syster står i centrum av. Ulla Jacobsen (Karen-Lise Mynster) avslutar sin relation med Hans Christian och säger upp sig i banken. Hon får via sin kusin, Arnold Vinter, istället arbete i Omegnsbanken. Agnes Jensen som väntar barn går och drömmer om en barnvagn som de inte har råd att köpa. Flyktingen Herbert Schmidt (Paul Hüttel), bor hos dem och måste varje vecka visa upp 100 kr för polisen Sofus för att bevisa att han inte är medellös. Varje vecka får han låna dessa av Oluf Larsen, men plötsligt får han ut ett förskott på sin bok. |
| 11 | 5             | I klemme         | 1936      | Jens Louis Petersen         | 15 december 1979 | Agnes föder sonen Aksel. Vicki, Arnesens änka, återvänder till Korsbæk med en teatertrupp och sluter efter lite drama fred med sin far, översten. Via Oluf Larsen möter hon även Herbert Schmidt, som sedan Aksels födelse bor hos Larsens. Hans Christian Varnæs får reda på att Ulla Jacobsen blivit gravid under deras kärleksaffär. Hon vill ha en abort, vilken han betalar, och därigenom sviker sin egen moral. Mads Skjern hamnar också i knipa, när den korrupta byråsekreteraren Godtfred Lund (Hardy Rafn) försvinner med stadens kassa. Det avslöjas då att Mads har mutat honom och hela hans verksamhet står nu under hot. Mads belönar Ellen med en egen häst för sina goda skolresultat, samtidigt som han då tydligt straffar Daniel som kämpar med skolan, och som var den som önskade sig en häst. Kathrine Larsen motverkar honom dock genom att ordna en häst även till Daniel, utan Mads vetskap. Daniel blir givetvis glad, men det han helst vill är att få bekräftelse från sin far. |
| 12 | 6             | I lyst og nød    | 1936-1937 | Lise Nørgaard               | 22 december 1979 | Herbert Schmidt och Lauritz "Røde" Jensen ger sig av till Spanien för att slåss mot fascisterna i det spanska inbördeskriget, men Lauritz ändrar sig längs vägen, medan Herbert fortsätter. Elisabeth delger Kristen Skjern ett erbjudande från hennes svåger Hans Christian Varnæs om en tjänst i en bank på Jylland, så att de ska kunna gifta sig framöver. Men Kristen misstänker baktankar om att separera honom från brodern, Mads, medan han kämpar med Skjold Hansens utredning av honom. Kristen och Elisabeth grälar och Kristen avslöjar i hettan Varnæs hemliga affär och abortarrangemang, en officiell hemlighet i stan. Skadan blir nu för stor för dem och i desperation och trots, gifter sig Kristen med den ivrigt uppvaktande Iben Skjold Hansen. Elisabeth blir förkrossad, men Ibens far lägger plötslgt ner allt motstånd mot Mads, nu är de familj. Fröken Jørgensen återvänder till Korsbæk och får arbete hos Varnæs som husa. Men med sitt sinnelag blir hon bara till besvär för hushållet och efter ha lyckats förolämpa Varnæs gäster under en bjudning, ger Maude henne en reprimand. Den arga och kränkta fröken Jørgensen avslöjar då hemligheten om Maudes makes affär med efterföljande abort. Maude konfronterar Hans Christian, som bekänner sin skuld. Maude ger sig av med Elisabeth på en resa för att försöka reda ut sin livssituation. |

### Säsong 3 (1980–1981)
| Nr | Nr i säsongen | Titel             | Period    | Manuskript     | Originalvisning  | Synopsis |
| -- | ------------- | ----------------- | --------- | -------------- | ---------------- | --- |
| 13 | 1             | Et nyt liv        | 1937-1938 | Lise Nørgaard  | 6 december 1980  | Mads Skjern expanderar sina affärer på alla fronter och familjen flyttar från lägenheten ovanpå butiken till en stor villa utanför Korsbæk. Maude är tillbaka från Paris och makarna Varnæs håller stor fest hemma, med nya kontinentala vanor, till kokerskan Lauras (Elin Reimer) stora förtret. Elisabeth överväger att lämna Korsbæk för Köpenhamn, men doktor Hansen och Ingeborg Skjern ser till att hon får jobb som organist i kyrkan.                                                                    |
| 14 | 2             | Brikkerne         | 1938-1939 | Lise Nørgaard  | 13 december 1980 | Jørgen Varnæs vidlyftiga leverne och slarvigt skötta arbete möter på motstånd hos Mads. Vid återkomsten efter en månads självsvåldigt uttagen semester sänker Mads Jørgens lön med hälften. Jørgen som är van att leva som en playboy söker då hjälp från sin bror, men möter även där kalla handen. Kristen och Ibens äktenskap blir alltmer ansträngt. |
| 15 | 3             | At tænke og tro   | 1939      | Karen Smith    | 20 december 1980 | Andra världskriget bryter ut och orsakar ransonering av vissa varor i Danmark (ex. socker, smör och bensin). Lauritz lämnas att ta hand om hans och Agnes barn, men driver som vanligt iväg på egna vägar. Som ett resultat av detta inser Agnes att hon behöver arbeta hemifrån och startar ett litet företag, så att hon kan ta hand om barnen (och försörja familjen). Daniel ska konfirmeras och familjen Skjern gästas därför av den fromma faster Anna (Kirsten Rolffes), Mads och Kristens äldre syster.   |
| 16 | 4             | Lauras store dag  | 1940      | Lise Nørgaard  | 27 december 1980 | Laura har tjänat hos familjen Varnæs i 25 år. Maude och Laura reser därför till Köpenhamn där Laura ska få en medalj för "lojal tjänst". Agnes, som följt med för att se Laura ta emot medaljen, letar upp Herbert Schmidt som är igång med att sätta upp sin senaste pjäs i Köpenhamn. Väl hemma säger Laura helt plötsligt upp sig, till Maudes stora sorg. |
| 17 | 5             | De voksnes rækker | 1941-1942 | Paul Hammerich | 3 januari 1981   | Korsbæks poliskonstapel, Sofus Jensen (Esben Pedersen), söker efter Lauritz tillsammans med en kollega på morgonen den 22 juni 1941, dagen då Hitler förklarar krig mot Sovjetunionen. Den hygglige polisen Sofus hittar på en historia för att ge Lauritz chansen att fly. Lauritz söker hjälp hos makarna Larsen, som ofta finner på råd. En motståndsgrupp med doktor Louis Hansen (Ove Sprogøe) i centrum bildas och rekryterar en ivrig Kristen Skjern, som försöker återuppliva sin relation med Elisabeth. |
| 18 | 6             | Hr. Stein         | 1943      | Lise Nørgaard  | 10 januari 1981  | Skjerns verksamheter blomstrar trots kriget. Den lokala motståndsgruppen inleder ett sabotageuppdrag. Herr Stein (John Hahn-Petersen), Varnæs trogna bankkamrer, blir offer för trakasserier på grund av sin judiska bakgrund. Han måste senare fly från banken, när tyskarna startar sin jakt på danska judar, den 1 oktober 1943. |

### Säsong 4 (1981–1982)
| Nr | Nr i säsongen | Titel                     | Period    | Manuskript    | Originalvisning  | Synopsis |
| -- | ------------- | ------------------------- | --------- | ------------- | ---------------- | --- |
| 19 | 1             | Handel og vandel          | 1944      | Lise Nørgaard | 28 november 1981 | Agnes Jensens affärer blomstrar och hon tar kontakt med Mads Skjern, som är imponerad av hennes uppfinningsrikedom. Skjold Hansen och hans fru Musse (Birthe Backhausen) trakasseras av barn i grannskapet på grund av hans samarbete med Wehrmacht. Daniel Skjern är hemma på besök, Mads är dock fortfarande inte nöjd med sonen och hans val, utan vill att han ska fokusera på affärer så han kan ta över firman en dag. |
| 20 | 2             | Den 11. time              | 1945      | Lise Nørgaard | 5 december 1981  | Fröken Jørgensen (Vera Gebuhr) hyr rum hos Violet Vinter (Lis Løwert) för att spara pengar, men lägger mer tid på att arbeta hos Agnes Jensen än att hjälpa till i hushållet. En Wehrmacht-officer dyker upp i byn och Kristen flyr, då han tror att det är honom de letar efter. Ulla Jacobsen och hennes kavaljer Poul Kristensen (Christian Steffensen) planerar att förlova sig efter kriget och Mads Skjern lovar att hjälpa till med att hitta en bostad åt dem. |
| 21 | 3             | Vi vil fred her til lands | 1945      | Lise Nørgaard | 12 december 1981 | I radion rapporteras det att tyskarna har kapitulerat i Danmark och att ockupationen därmed är över. Viggo Skjold Hansen anklagas och arresteras för sitt misstänkta samarbete med tyskarna. Daniel och Ellen är båda hemma i Korsbæk, hon ska gifta sig och han har besök av en engelsk flyglöjtnant vilken systern genast börjar flirta med. |
| 22 | 4             | Det går jo godt           | 1945-1946 | Lise Nørgaard | 19 december 1981 | Bankstyrelsens ordförande, murarmästare Jessen (Poul Reichhardt), anklagar Jørgen för bedrägeri och kräver en utredning innan han kan tänkas anlitas av banken igen. Daniel Skjern hoppar av sina studier vid handelshögskolan för att istället satsa på sitt verkliga intresse, något han inte vågat hittills på grund av sin dominante far. Mads mottar som väntat inte nyheten särskilt väl och Ellen får rycka in och lugna ner honom. |
| 23 | 5             | Mellem brødre             | 1946      | Lise Nørgaard | 26 december 1981 | Ulrik Varnæs avslöjar för Ellen att han ska gifta sig, men han är inte lycklig för detta, utan vill hitta en utväg. Jørgen Varnæs försätter sig alltmer i en omöjlig position, inte bara ekonomiskt och yrkesmässigt utan även socialt. Såväl bröderna Varnæs som bröderna Skjern, som alltid samarbetat i vått och torrt trots sina olika kynnen, får allt svårare att dra jämnt. |
| 24 | 6             | New Look                  | 1947      | Lise Nørgaard | 2 januari 1982   | Mads anländer hem efter en resa till USA, varifrån han tagit med sig flera nya affärsidéer. Privat är läget mörkare för Mads, som är besviken och uppgiven över att hans barn inte är mer intresserade av det han lagt all sin kraft på att bygga upp. Han har försakat relationen med dem i ivern att bygga sitt imperium och inser först nu hur tomt det egentligen ekar där hemma. Han har helt missat vad som försiggår runtomkring honom. Mycket har hunnit hända, där han har stannat upp privat, har människorna runt honom gått nya vägar – där är det han som inte längre hänger med. Nya tider har anlänt till Korsbæk och än en gång ändras spelreglerna för de som tidigare suttit tryggt med trumf på hand. Tid för en ny "matador". |